# François de Créquy
François de Blanchefort de Créquy de Bonne, marqués de Marines (París, 1625 - ibidem, 3 de febrero de 1687), fue un militar y aristócrata francés en el reinado de Luis XIV. Destacó en las numerosas campañas que se sucedieron en el siglo XVII a partir de la guerra de los Treinta Años. Fue nombrado mariscal de Francia, llamado mariscal de Créquy.

## Biografía

### Orígenes
Nació en la familia Créquy, una familia de la nobleza francesa que se remontaba al siglo X por la rama Créquy y al siglo XIII por la rama Blanchefort, heredera de una gran tradición militar. François de Créquy era el hijo menor de Charles (fallecido en 1630), hijo del señor de Créquy y de Canaples, y de Anne Grimoard de Roure. Era nieto de Charles I de Créquy (1573-1638), yerno de Lesdiguières. Su hermano mayor, Charles III de Créquy (1624-1687), duque de Poix, era amigo de Luis XIV y su embajador. Su otro hermano, Alphonse, conde de Canaples, llegó a ser duque de Lesdiguières y par de Francia.

### Carrera militar
François de Créquy destacó muy joven. Durante la guerra de los Treinta Años se distingue de forma especial: con apenas veintiséis años, fue nombrado mariscal de campo y se convierte en teniente general antes de cumplir los treinta años.
Fue considerado como uno de los más brillantes jóvenes oficiales y ganó los favores del rey Luis XIV por su fidelidad a la Corte durante la segunda Fronda (1652-1653).
Prosiguió su carrera en la guerra de Devolución, destacando de nuevo por sus victorias contra el conde de Marsin (1667) y contra el príncipe de Ligne. Fue nombrado mariscal de Francia en 1668. En 1670, se apodera de Lorena. Sin embargo, no quiso servir bajo las órdenes de Turenne, que acababa de ser nombrado mariscal general por Luis XIV, y se exilia.
En 1675, después de la muerte de Turenne y la retirada de Condé, vuelve al servicio (guerra franco-neerlandesa). En agosto de 1675, fue vencido por Carlos de Lorena en Consarbrück y en Philippsbourg. En septiembre de 1675, se deja encerrar en Tréveris, donde fue hecho prisionero. En octubre de 1676, toma la ciudad de Bouillon, y al año siguiente se desquita contra el duque de Lorena en la batalla de Kokersberg (octubre de 1677) y se apodera de Friburgo (noviembre de 1677). En julio de 1678 venció al elector de Brandeburgo Federico Guillermo I, el Gran Elector, poniendo fin a la tercera guerra de Holanda (1672-1678).
En la guerra de las Reuniones dirigió el asedio de Luxemburgo secundado por el excelente Vauban y ocupó la ciudad el 4 de junio de 1684, permitiéndole a Luis XIV anexionarla temporalmente y presenciar su rendición con su nueva esposa, la marquesa de Maintenon.

### Fallecimiento
Falleció en su residencia de la calle Saint-Nicaise de París el 3 de febrero de 1687. Fue inhumado en la iglesia de los Jacobinos, en la calle Saint-Honoré de París, en una capilla edificada por su viuda, donde estuvo colocada su tumba diseñada por Le Brun y realizada (hacia 1690) por Coysevox, Joly y Coustou.
En la iglesia de San Roque en París, se puede ver el busto de mármol de François de Créquy de Antoine Coysevox, vestigio de su tumba.